# 국민 의용단
국민 의용단 또는 라슈트리야 스와얌세박 상(Rashtriya Swayamsevak Sangh)은 인도의 힌두교 내셔널리즘 우익 단체이다. 1925년 처음 조직된 이후 인도 정치에 큰 영향을 끼치고 있으며, 현 총리인 나렌드라 모디 등이 속해있다.

## 같이 보기
- 인도 인민당
- 인도의 정치
- 나렌드라 모디